# Lago glaciale nastriforme

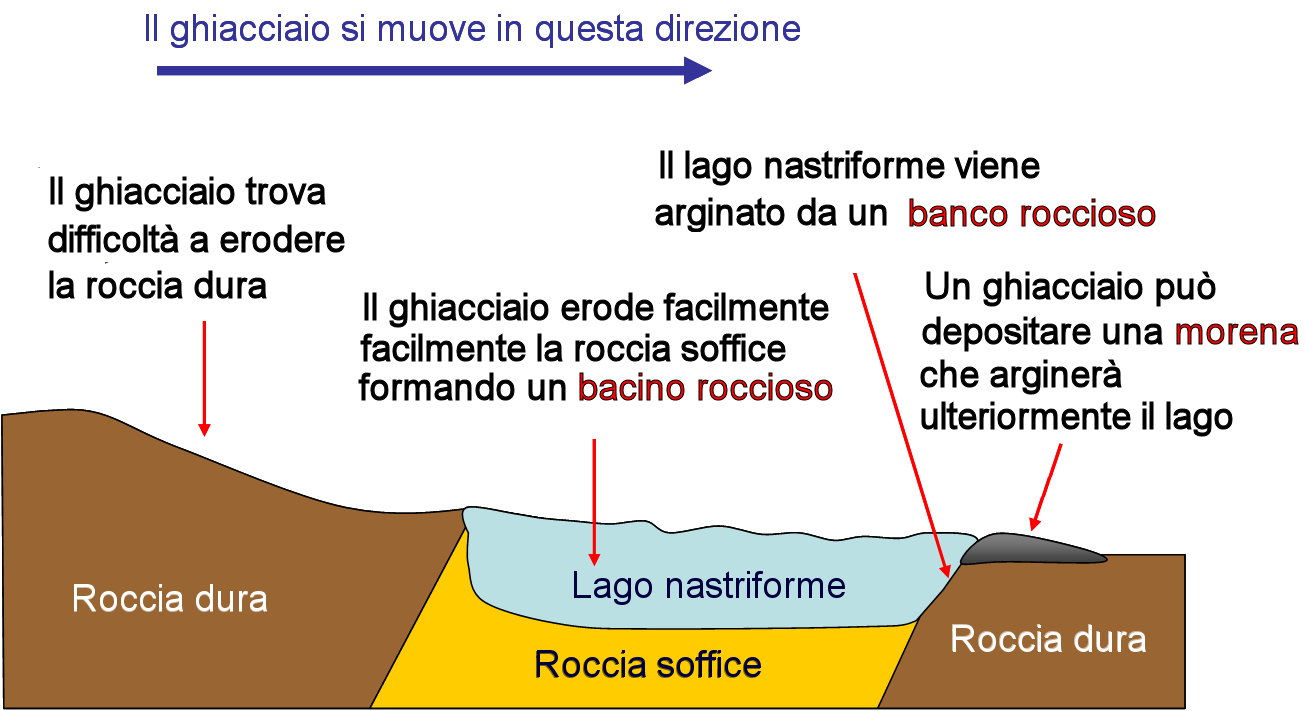
Formazione di un lago nastriforme

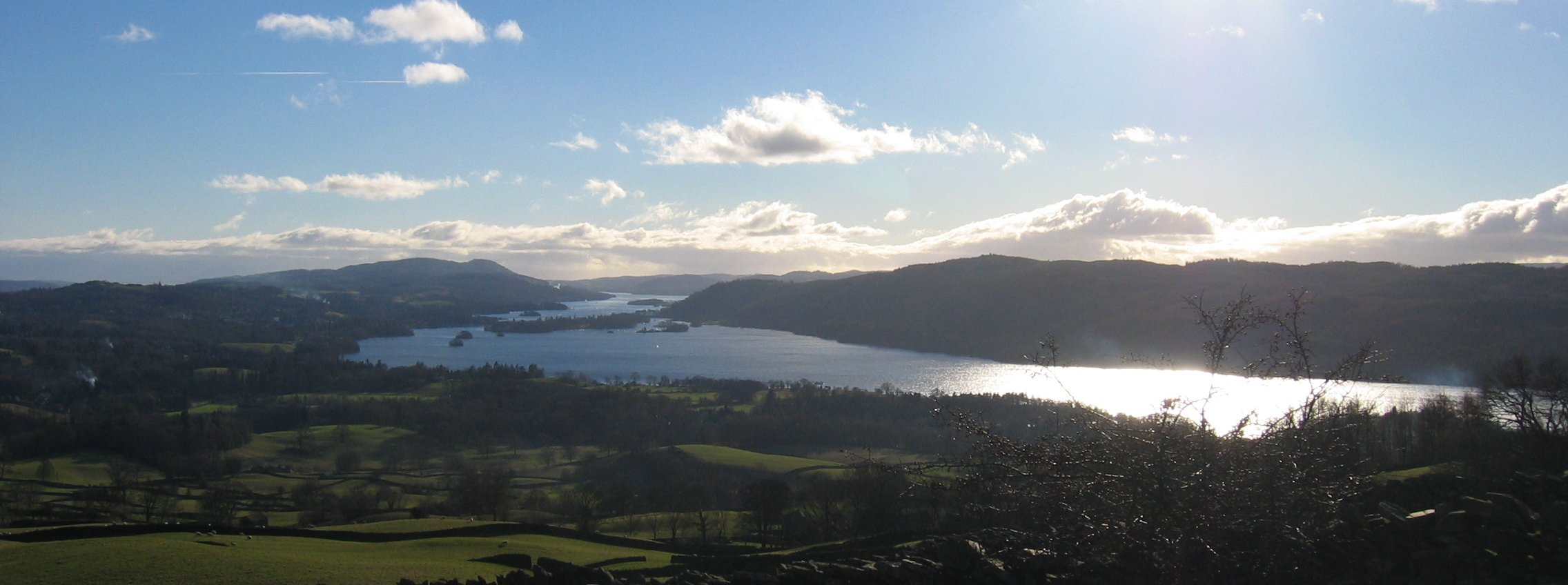
Windermere nel Lake District

Un lago glaciale nastriforme è un lungo e stretto lago a forma di dito, di solito collocato in una valle glaciale. La sua formazione inizia quando il ghiacciaio si muove al di sopra di un terreno che contiene strisce (hands) alternate dure e soffici di roccia in posto. I massi dai bordi taglienti, che vengono prelevati dal ghiacciaio e portati sul fondo del ghiacciaio, erodono mediante abrasione la roccia più morbida in modo più rapido, creando così un vuoto chiamato bacino roccioso. Su entrambi i lati di questo bacino, la roccia più resistente viene erosa in misura minore; questi affioramenti di roccia più dura sono conosciuti come banchi rocciosi (rock bars) che fungono da argini, facendo sì che l'acqua piovana si accumuli dopo la regressione glaciale, riempiendo il bacino roccioso e creando un lago cosiddetto nastriforme.
Un lago nastriforme può anche formarsi dietro una morena terminale o "recessionale", fungendo comunque da argine e rendendo così possibile l'accumulo di acqua. 
Inoltre può anche generarsi, quando un ghiacciaio tributario si unisce a quello principale. L'aumento della potenza può creare una valle glaciale, che si riempirà poi d'acqua di fiume o acqua di disgelo. 
Un lago nastriforme è una forma del paesaggio tipica della Geomorfologia glaciale, come anche le arête, i circhi, i bordi rocciosi (rock lips) i bacini rocciosi e le morene.
Esempi di laghi nastriformi sono: Windermere, Panguipulli, Coniston Water, Lago Washington e Wastwater.